# 나시당
나시당(우크라이나어: Політична партія «НАШI», 우리들이란 뜻)은 2015년 2월 창당한 우크라이나의 정당이다. 2018년 이후 당수는 예우헤니 무라예우이다.
2022년 3월 19일 우크라이나의 대통령 볼로디미르 젤렌스키는 국가안전보장회의를 통해 계엄령 발령 기간 나시당을 비롯한 우크라이나 내 친러 정당의 활동을 일시 중지시키기로 결정했다. 같은 해 6월 14일에는 우크라이나 법원 판결에 따라 정당 활동이 완전히 금지되었다.

## 역사
나시당은 2015년 5월 19일 "승리당"(우크라이나어: Політична партія „Перемога“)란 이름으로 등록되었다. 2017년 2월 10일에는 "국민의 힘"(우크라이나어: Сила народу)으로, 2018년 8월 2일에는 "우크라이나의 양식"(우크라이나어: Український формат)로 당명을 변경하였다. 2018년 9월 21일 최종적으로 "나시당"으로 당명이 변경되었다.
2018년 9월, 인생을 위한 당의 전 당원이었던 예우헤니 무라예우가 현재의 당명인 "나시당"을 사실상 창당하였다.
2018년 11월 우크라이나의 여론조사단체인 "RATING"에서 나시당은 4.9%의 지지율을 기록했다.
2019년 1월 10일, 그 해 있을 우크라이나 대통령 선거에서 당수 예우헤니 무라예우를 대통령 후보로 선출하였다. 3월 7일에는 무라예우가 올렉산드르 빌쿨 후보를 지지하며 대통령 후보를 사퇴하였다. 또한 무라예우는 빌쿨 당수의 정당인 야권전선-평화개발당과 나시당이 통합될 것이라고 발표하였다. 실제로 2019년 우크라이나 총선에서 나시당은 야권전선-평화개발당, 회복당, 신뢰연맹과 선거연합을 맺고 통합비례선거명부에 이름을 올렸다. 2019년 총선에서 야권전선 선거연합은 단일선거구에서 6명이 당선되었으며, 전국비례명단에서는 3.23%의 정당지지율을 기록해 법적 비례당선 기준인 5%를 넘지 못하여 비례 후보는 1명도 당선되지 못했다.
2020년 우크라이나 지방 선거에서는 신뢰연합, 케르넥 전선-성공적인 하르키우 등과 선거연합을 맺어 지방선거에 참여하였다. 지방 선거에서 오데사주의 유주네 도시구 구의회에서 3개 의석을 차지하며 다수당이 되었다.
2022년 3월 19일 러시아의 우크라이나 침공이 한창 개시되자 우크라이나의 대통령 볼로디미르 젤렌스키는 국가안전보장회의를 통해 계엄령 발령 기간 나시당을 비롯한 우크라이나 내 친러 정당의 활동을 금지하기로 결정했다.

## 이념
당 자체적으로는 우크라이나의 중립성과 비동맹 지위를 유지해야 한다고 주장한다. 또한 러시아의 역사에 대한 존중, 러시아계 문화와 러시아어 발전에 대한 관심을 가지고 있으며 국가 재산업화 정책과 우크라이나 전역의 예외없는 광범위한 분권화 및 문화자치 정책을 주장한다.
우크라이나 내 여러 언론인과 정치학자는 무라예우의 나시당이 구 지역당의 잔존물을 기반으로 결성된 우크라이나 내 수많은 친러 계열 정당 중 하나라고 보고 있다.

## 같이 보기
- 나시 (러시아의 단체)